# Méthodologie Q
La méthodologie Q est une méthode de recherche utilisée en sciences humaines et sociales pour étudier les points de vue subjectifs des individus. Elle a été développée par William Stephenson ,. La méthodologie Q associe une approche qualitative et quantitative. Elle comporte deux volets : 1) le Q-Sort, une technique de recueil de données ; et 2) l'analyse factorielle de type Q, qui permet de dégager des profils, ou archétypes, de points de vue ,.

## Historique
La méthode Q a été créée par William Stephenson, ancien physicien devenu psychologue et ayant suivi les cours de Charles Spearman et Cyril Burt, deux psychologues connus pour leurs travaux en psychométrie et, en particulier, pour leurs apports aux techniques d'analyse factorielle.
L'emploi des lettres r, p et q a donné lieu à des interprétations faisant découler le terme de Q Methodology du passé de physicien de Stephenson, à une époque où la physique quantique prenait son essor. Le « Q » du Q-sort ne signifie pas plus Qualitative, ni Quotation, ni Qualities. Plus probablement, la méthodologie Q tire son nom des notations habituelles de Charles Spearman dans ses articles séminaux sur l'analyse factorielle.
Dans ces techniques, le tableau de données à analyser comporte des individus en lignes et des variables en colonnes. Si ces dernières sont continues, on calcule des corrélations ou des covariances et l'analyse consiste à résumer ces corrélations ou covariances sous forme d'un modèle décrivant les variables comme une combinaison linéaire d'un ou plusieurs facteurs communs et de termes d'erreur. 
Tout en restant fidèle au concept d'analyse factorielle avec les techniques de l'époque, Stephenson propose de permuter les rôles des variables et des individus, soit donc de travailler sur la transposée du tableau d'origine, ce que Spearman dénommait analyse Q, sans l'avoir détaillée. On vise alors la mise au jour de facteurs communs à différents points de vue (des tris qui se ressemblent partageront le même facteur). En cela, la méthodologie Q s’apparente plutôt aux approches typologiques de la psychologie différentielle qu’aux travaux classiques de psychométrie.

## Concepts et pratiques
Une étude en méthodologie Q se déroule en plusieurs étapes : 1) définition de la population Q, c'est-à-dire l'ensemble des idées ou des stimuli desquelles seront extraits ceux qui seront présentés aux participants; 2) construction de l'échantillon Q, le Q sample, qui sera constitué des énoncés ou du matériel proposé aux participants; 3) construction du matériel à trier, le Q-deck, le plus souvent sous forme de cartes à trier sur une table; 4) administration du Q-sort aux participants; 5) transcription numérique des choix des participants; 6) analyse factorielle Q et, le cas échéant, analyse qualitative des entretiens; 7) sélection des profils de tri les plus marqués, c'est-à-dire les tris les plus différents entre eux.

### Précisions
Dans le Q-sort, un ensemble d'énoncés ou des stimuli (odeurs, images, etc.) est présenté à des sujets. Ces individus sont choisis plutôt es-qualités qu'aléatoirement dans une population plus large.
Il leur est demandé de comparer et de classer ces stimuli entre eux selon un critère prédéfini (préférence personnelle, adhésion à l'énoncé ou autre), dans une distribution forcée des réponses. Cette distribution des réponses, discrétionnaire, est définie habituellement comme une loi normale grossière, avec peu de choix aux extrêmes et beaucoup de choix au centre. 
Pour faciliter la tâche des répondants, on insère souvent une phase intermédiaire dans laquelle ces derniers doivent grouper les énoncés apparaissant aléatoirement en trois paquets. Dans le logiciel HtmlQ, cela donne :

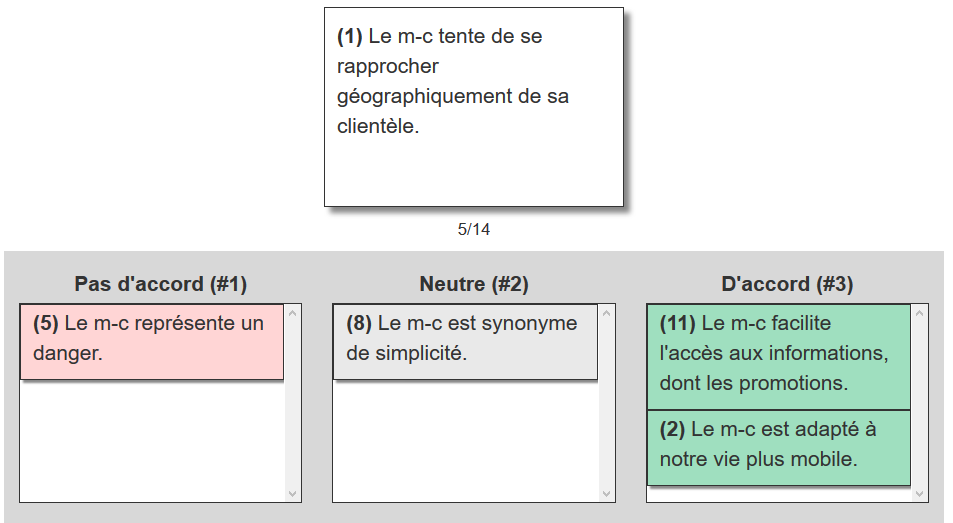

In fine, on complète généralement le tri par une interrogation des sujets sur les motivations de leurs choix, ce qui apparente la méthode à un entretien de recherche.

### Variantes
On trouve parfois en psychologie clinique des cas où un seul individu (le malade) est à l'étude et où le P-sample est constitué de spécialistes statuant sur son cas.
La technique du Q-sort, mais sans l’analyse factorielle, est aussi utilisée en évaluation ou comme support de discussion de groupe, en recherche, en thérapie, en formation ou en intervention sociale. C'est aussi une technique permettant de faire une première sélection entre des énoncés destinés à définir ultérieurement des échelles psychométriques, comme des échelles de Likert, en affectant ces énoncés à des dimensions théoriques existantes ou postulées,.